# 35683 Broumov
35683 Broumov è un asteroide della fascia principale. Scoperto nel 1999, presenta un'orbita caratterizzata da un semiasse maggiore pari a 2,169522 UA e da un'eccentricità di 0,046078, inclinata di 1,544372° rispetto all'eclittica.